# Ein charmanter Flegel
Ein charmanter Flegel ist eine US-amerikanische Filmkomödie aus dem Jahr 1950 von George Sidney mit Clark Gable und Loretta Young. Produziert wurde der Film von Metro-Goldwyn-Mayer. 

## Handlung
In San Francisco findet ein Kongress von US-amerikanischen Bürgermeistern statt. Unter den Delegierten befinden sich die spröde Harvard-Absolventin Clarissa Standish aus Wenonah in Maine und der raue freimütige Steve Fisk aus Puget City. Der ehemalige Hafenarbeiter Steve hält Clarissa bei einem Ball für seine Tanzverabredung. Das Missverständnis klärt sich auf und Clarissa bewundert Steves Unverschämtheit. Es entsteht eine Freundschaft zwischen den beiden. Steves Freund, der Feuerwehrchef Duggan, warnt ihn vor Les Taggart, der ihn diskreditieren will. Er solle schlechte Publicity vermeiden. 
Steve trifft sich mit einigen anderen Bürgermeistern und deren Ehefrauen im Nachtclub Blue Duck in Chinatown. Clarissa erhebt Einwände gegen die Party, es kommt zum Streit unter den Anwesenden und Steve löst eine Schlägerei aus. Clarissa versucht die Leute durch Gesang zu beruhigen, doch Steve fordert sie auf, die Flucht zu ergreifen, um ihren Ruf zu wahren. Clarissas Flucht scheitert, sie landet mit Steve in einer Arrestzelle. Sergeant Hogan will die Angelegenheit klein halten und lässt die beiden frei, jedoch wird Clarissa von einem Reporter vor der Tür zu Alkoholkontrolle fotografiert.
Auch wenn das Foto in Wenonah einen Skandal verursacht, freut sich ihr Onkel, Richter Standish, dass seine Nichte ihre Zimperlichkeit offensichtlich verloren hat. Kurze Zeit später werden Steve und Clarissa erneut festgenommen. Sie hatten sich als Kinder für ein Kostümfest verkleidet. Wieder lässt Hogan die beiden frei. Bei der Rückfahrt zum Hotel und einem Spaziergang kommen sich die beiden näher. 
Das Paar macht Hochzeitspläne, doch Steve löst die Verlobung, weil er glaubt, dass sich Clarissa seiner Arbeiterherkunft schämt. Zudem erreichen Steve Nachrichten aus seiner Heimatstadt über eine von Taggart durchgeführte Geheimabstimmung gegen einen seiner Beschlüsse. Clarissa bricht das Herz, als sie sieht, wie die Tänzerin Sheila in Steves Zimmer geht. Sie weiß jedoch nicht, dass Steve kein Interesse an Sheila hat.
Steve kommt in Puget City an und kann seinen Beschluss durchsetzen. Dann will er sich auf den Weg nach Wenonah machen, um sich mit Clarissa auszusprechen. Richter Standish, der nichts von der angesagten Hochzeit mitbekommen hat, kommt in Puget City an, um seinen zukünftigen Schwiegerneffen kennenzulernen. Steve erfährt, dass auch Clarissa nach Puget City kommt, um ihren Onkel zu suchen. Steve organisiert eine Willkommenszeremonie am Bahnhof und will ihr den Schlüssel zur Stadt überreichen. Clarissa ist jedoch immer noch wütend und lässt ihn nicht die Sache mit Sheila erklären. Erst nach einiger Zeit kann Steve alle Streitpunkte bereinigen. Die beiden nehmen ihre Hochzeitspläne wieder auf.

## Produktion
Gedreht wurde der Film von Anfang Juli bis Mitte September 1949 in Pasadena, am Long Beach Airport, in Chinatown (Los Angeles) sowie in den MGM-Studios in Culver City.

## Stab und Besetzung
Cedric Gibbons und Hans O. Peters waren die Art Directors, Edwin B. Willis und Alfred E. Spencer die Szenenbildner, Irene Lentz die Kostümbildnerin. Für den Ton war Douglas Shearer verantwortlich, für die Spezialeffekte A. Arnold Gillespie.
In kleinen nicht im Abspann erwähnten Nebenrollen traten Nana Bryant, Chick Chandler, Ruth Clifford, Edward Earle, Jack Elam, Frank Ferguson, James Flavin, Byron Foulger, Richard Gaines, Marvin Kaplan, Joi Lansing, Barry Norton, William Edward Phipps, William Tannen, Charles Wagenheim, Pierre Watkin und Victor Sen Yung auf. Regisseur George Sidney hatte einen Cameo-Auftritt als Taxifahrer.
Claire Blandick stand zum letzten Mal vor der Kamera, bevor sie sich aus gesundheitlichen Gründen ins Privatleben zurückzog. Auch für Frank Morgan war es der letzte Film. Er starb wenige Tage nach Abschluss der Dreharbeiten an einem Herzinfarkt.
Für den Film entstand der Song San Francisco, komponiert und getextet von Bronisław Kaper, Gus Kahn und Walter Jurmann.

## Veröffentlichung
Die Premiere des Films fand am 2. Februar 1950 in New York statt. In der Bundesrepublik Deutschland kam er 1952 in die Kinos, in Österreich schon 195.

## Kritiken
Das Lexikon des internationalen Films schrieb: „Liebesverwicklungen mit Situationskomik in einem frisch inszenierten und gespielten Lustspiel.“
Der TV Guide beschrieb den Film als erfreuliche Komödie mit einigen scharfen Zeilen und ein wenig Satire.
Der Kritiker der Variety fand den Film laut und witzig. Die Dialoge seien frivol und augenscheinlich kultiviert.